# Bennington, Kansas
Bennington är en ort i Ottawa County i Kansas. Vid 2010 års folkräkning hade Bennington 672 invånare.